# Sanjiangkou, Fujian
Sanjiangkou (kinesiska: 三江口) är en köping i sydöstra Kina. Den ligger i stadsdistriktet Hanjiang i staden Putian i provinsen Fujian, omkring 73 kilometer söder om provinshuvudstaden Fuzhou. Antalet invånare är 54 722. Befolkningen består av 27 271 kvinnor och 27 451 män. Barn under 15 år utgör 15,0 %, vuxna 15-64 år 76 %, och äldre över 65 år 8,0 %.